# Canoagem nos Jogos Paralímpicos de Verão de 2016
As competições de canoagem nos Jogos Paralímpicos de Verão de 2016 serão disputada nos dias 14 e 15 de setembro na Lagoa Rodrigo de Freitas, no Rio de Janeiro, Brasil. Será a primeira vez que a canoagem é incluída no programa esportivo dos Jogos, após aprovação do conselho executivo do Comitê Paralímpico Internacional em 11 de novembro de 2010.

## Processo de inclusão do esporte
Em 2009, a International Canoe Federation - ICF iniciou um programa para tornar o esporte acessível a todos, com o objetivo explícito de incluí-lo nos Jogos Paralímpicos, já no Rio de janeiro.
Em 2010, trinta e um países enviaram participantes para o Campeonato Mundial de Paracanoagem na Polônia. No mesmo ano, foi aprovada a inclusão do esporte nos Jogos Paralímpicos de 2016, no Rio de Janeiro.
Nos Jogos Paralímpicos de 2016, apenas caiaques serão utilizados, modalidade identificada pela letra "K", e apenas serão disputados eventos individuais de velocidade, em águas calmas (sprint events). Cada barco é adaptado de acordo com as habilidades funcionais dos membros da tripulação. Podem participar nas competições os atletas com qualquer tipo de deficiência físico-motora.

## Classificação dos paratletas
Os paratletas competem em três classes funcionais, individualmente, em ambos os sexos:
- L3: paratletas que utilizam suas pernas, tronco e braços na remada;
- L2: paratletas que usam somente o tronco e os braços; e
- L1: paratletas que só usam os braços.

## Eventos
Haverá disputa por medalhas em três eventos masculinos e três eventos femininos, com a participação de até sessenta paratletas.
| Masculino  | Feminino   |
| ---------- | ---------- |
| KL1        | KL1        |
| KL2        | KL2        |
| KL3        | KL3        |
| 30 atletas | 30 atletas |

As preliminares e a repescagem estão programadas para a quarta-feira, 14 de setembro de 2016, e na quinta-feira, 15 de setembro, ocorrem as finais, para todos os eventos.

## Formato das disputas
As disputas são realizadas em raias marcadas por boias, em linha reta, e apenas serão disputadas na distância de 200 metros.
A competição nos jogos olímpicos e paralímpicos têm regras semelhantes, em que vence o canoísta mais rápido. A classificação dos barcos para a bateria final, com a disputa das medalhas, ocorre em baterias preliminares e de repescagem.
As preliminares começam com cinco disputas entre dois atletas, distribuídos com base nos resultados do Campeonato Mundial de Canoagem de Velocidade - ICF 2016 (1º x 10º; 2º x 9º). Os cinco vencedores avançam diretamente para a final e os perdedores vão para as semifinais, uma repescagem em que os três melhores barcos avançam para a final. Os dois últimos serão considerados 9º e 10º, de acordo com a sua posição final.

## Qualificatórias
O país-sede tem direito a uma vaga masculina e outra feminina para paratletas que obrigatoriamente tenham participado Campeonato Mundial de Canoagem de Velocidade - ICF 2016.
Cada Comitê Paralímpico Nacional (NPC - National Paralympic Committee) pode conquistar apenas uma vaga por evento. Assim, cada representação tem a possibilidade e obter um máximo de três vagas nas disputas masculinas e três nas femininas. Pelo menos três continentes devem estar representados em cada disputa de medalha nos Jogos Paralímpicos do Rio de janeiro. Caso menos de três continentes fiquem representados, o pior classificado no Campeonato Mundial de Canoagem de Velocidade - ICF 2016 cederá sua vaga para o representante melhor classificado de um dos continentes não representados na respectiva modalidade. As vagas para o país-sede são consideradas para a representação da América.
Cada vaga conquistada por um atleta é atribuída ao Comitê, não para o atleta individual, e cada atleta só pode conquistar uma vaga para o Comitê.
| Qualificatórias para a Paracanoagem nos Jogos Paralímpicos de 2016          | Qualificatórias para a Paracanoagem nos Jogos Paralímpicos de 2016      | Qualificatórias para a Paracanoagem nos Jogos Paralímpicos de 2016             | Qualificatórias para a Paracanoagem nos Jogos Paralímpicos de 2016 | Qualificatórias para a Paracanoagem nos Jogos Paralímpicos de 2016          | Qualificatórias para a Paracanoagem nos Jogos Paralímpicos de 2016           | Qualificatórias para a Paracanoagem nos Jogos Paralímpicos de 2016       | Qualificatórias para a Paracanoagem nos Jogos Paralímpicos de 2016 |
| Competição                                                                  |                                                                         |                                                                                |                                                                    |                                                                             |                                                                              |                                                                          |                                                                    |
| Competição                                                                  | MKL1                                                                    | MKL2                                                                           | MKL3                                                               | FKL1                                                                        | FKL2                                                                         | FKL3                                                                     |                                                                    |
| --------------------------------------------------------------------------- | ----------------------------------------------------------------------- | ------------------------------------------------------------------------------ | ------------------------------------------------------------------ | --------------------------------------------------------------------------- | ---------------------------------------------------------------------------- | ------------------------------------------------------------------------ | ------------------------------------------------------------------ |
| Campeonato Mundial de Canoagem de Velocidade - ICF 2015 Milão, Itália       | ITA Itália ARG Argentina BRA Brasil CHN China AUS Austrália POL Polônia | AUT Áustria AUS Austrália BRA Brasil ITA Itália GBR Grã-Bretanha SLO Eslovênia | GER Alemanha GBR Grã-Bretanha ROU Romênia UKR Ucrânia POL Polônia  | GBR Grã-Bretanha GER Alemanha UKR Ucrânia BRA Brasil HUN Hungria FRA França | GBR Grã-Bretanha AUS Austrália UKR Ucrânia HUN Hungria CAN Canadá ISR Israel | AUS Austrália GBR Grã-Bretanha FRA França ROU Romênia ITA Itália IRI Irã |                                                                    |
| Campeonato Mundial de Canoagem de Velocidade - ICF 2016 Duisburgo, Alemanha | GBR Grã-Bretanha RSA África do Sul HUN Hungria FRA França               | GER Alemanha UKR Ucrânia HUN Hungria ESP Espanha                               | FRA França IRL Irlanda AUS Austrália BRA Brasil                    | CHI Chile AUS Austrália FRA França JPN Japão                                | RUS Rússia CHN China USA Estados Unidos BRA Brasil                           | CAN Canadá BRA Brasil USA Estados Unidos SWE Suécia                      |                                                                    |
| Participantes                                                               | 10                                                                      | 10                                                                             | 10                                                                 | 10                                                                          | 10                                                                           | 10                                                                       |                                                                    |